# Caransebeș

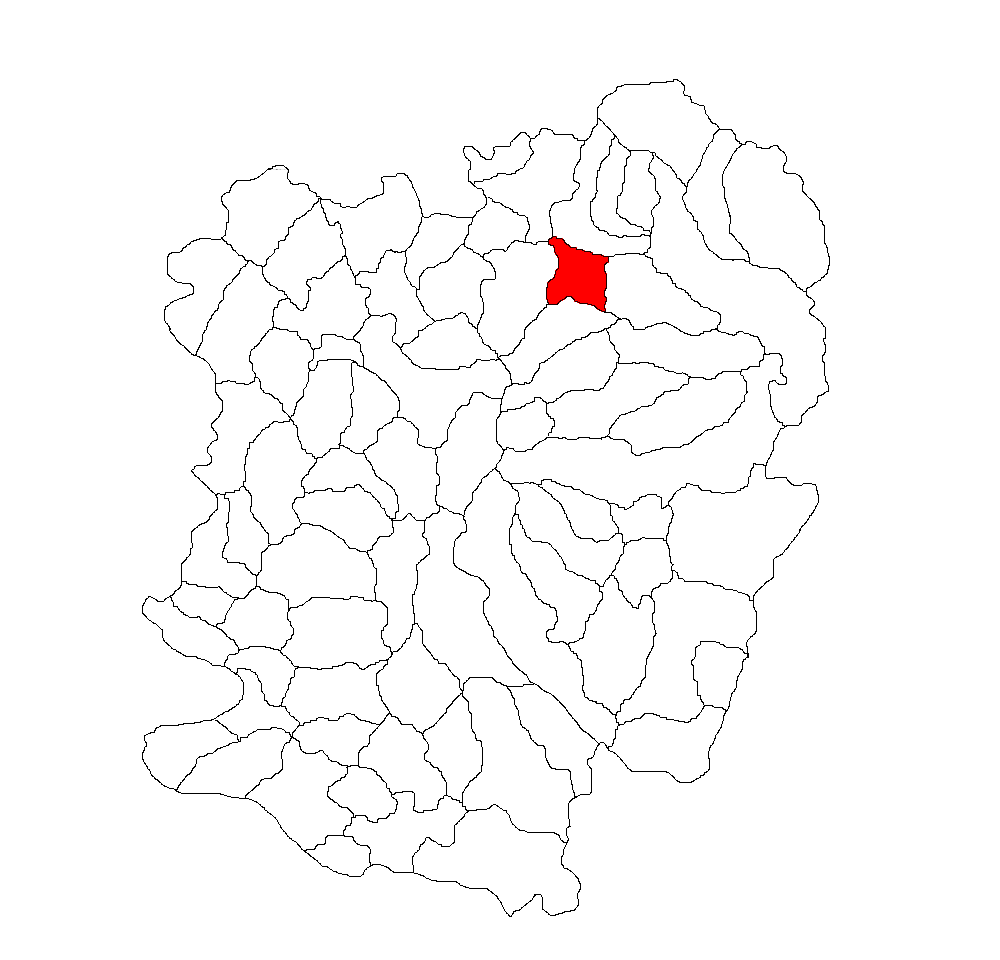
Lage von Caransebeș im Kreis Caraș-Severin

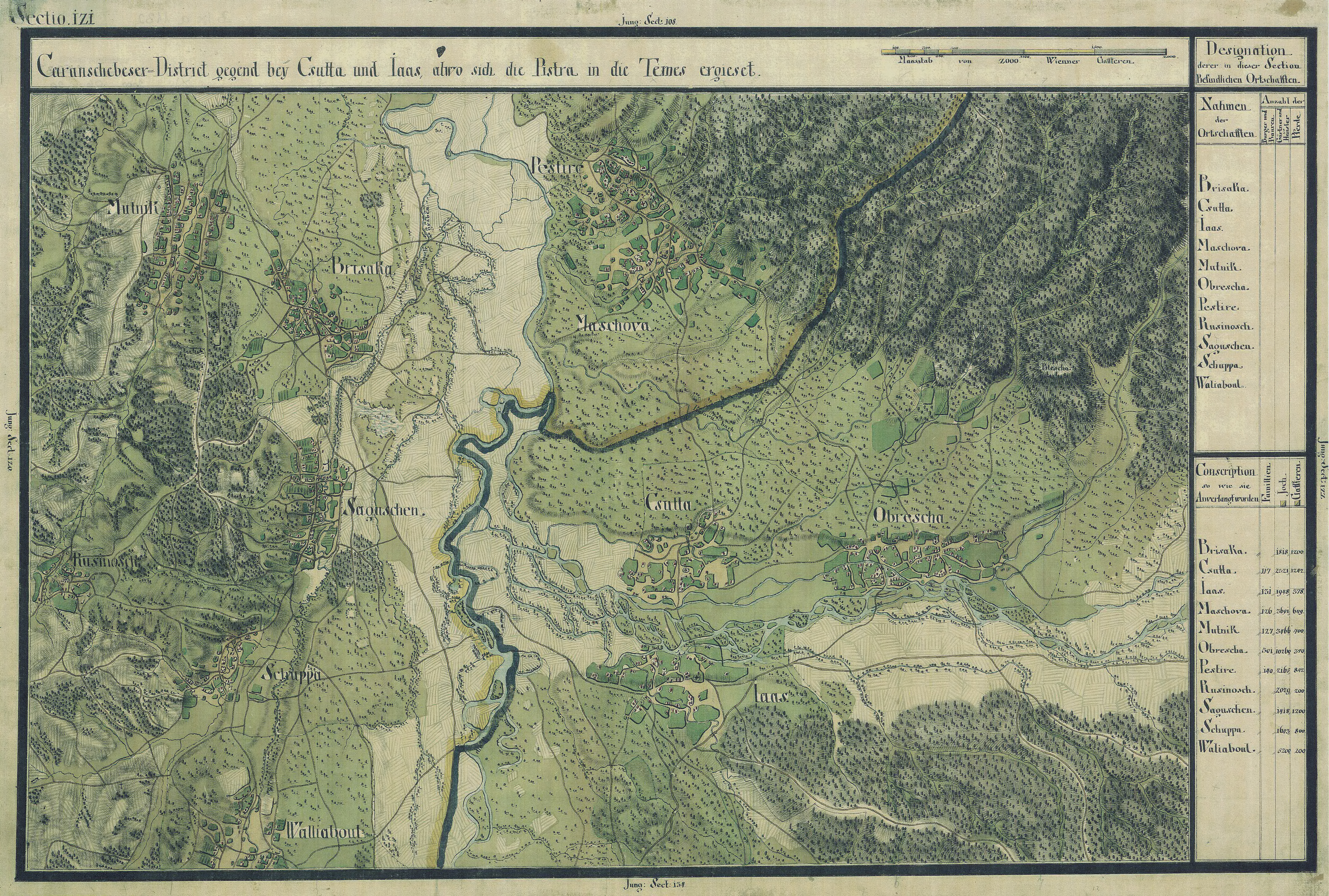
Karansebesch in der Josephinische Landaufnahme von 1769–1772

Caransebeș (Ausspracheⓘ, deutsch Karansebesch, ungarisch Karánsebes, kroatisch Karansebeš, serbisch-kyrillisch Карансебеш) ist eine Stadt im Kreis Caraș-Severin in der Region Banat im Südwesten Rumäniens.

## Etymologie
Die Herkunft des Namens Caransebeș ist uneindeutig. Karán lässt sich möglicherweise vom altungarischen Kavarán ableiten. Kavarás, -ni bedeutet im Ungarischen rühren; andere Erklärungen nehmen einen keltischen (Caran: steiniger Ort) oder einen türkischen (Kara: schwarz) Ursprung an. Sebes heißt in seiner slawischen Sprache der/die Schnelle. Hiernach wurde zudem der gleichnamige Fluss benannt, der unweit der Stadt in die Temesch mündet. 

## Geographische Lage
Die Stadt liegt am Zusammenfluss von Temesch und Sebeș und ist die letzte Kommune vor dem Țarcu-Gebirge. Caransebeș ist ein wichtiger Eisenbahnknoten mit Rangierbahnhof an der Strecke Bukarest–Timișoara, der Teilstrecke Caransebeș–Subcetate und liegt an der Nationalstraße 6, welche hier Teil der Europastraße 70 ist. Der Flughafen Caransebeș liegt 2 km nordöstlich des Ortes. Nach Westen hat Caransebeș direkten Kontakt mit dem Banater Gebirge.

## Nachbarorte
| Găvojdia | Nădrag                                      | Oțelu Roșu      |
| Bocșa    | Kompassrose, die auf Nachbargemeinden zeigt | Retezat Gebirge |
| Reșița   | Slatina-Timiș                               | Aninoasa        |

## Geschichte
Archäologische Funde bezeugen die Existenz einer menschlichen Siedlung seit der Frühsteinzeit (35.000–10.000 v. Chr.) auf dem Gebiet des heutigen Caransebeș. Im Ortsteil Balta Sărată wurden Ausgrabungen aus der Jungsteinzeit getätigt. Aus der Bronzezeit rühren die Funde aus Dealul Mare (1100–1000 v. Chr.), während aus der Eisenzeit Funde der Hallstattkultur (4. Jahrhundert v. Chr.) gemacht wurden.
Auf dem Gebiet der römischen Festung Tibiscum, sechs Kilometer von Caransebeș entfernt, wurden dakische Keramikstücke aus dem 1. Jahrhundert n. Chr. ausgegraben. Die archäologischen Funde sind im Museum für Ethnografie und des Grenzregiments auf dem General-Ioan-Dragalina-Platz, in dem Gebäude der ehemaligen Kaserne der Grenzwachen des Karansebescher Regiments untergebracht. Das Museum hat über 48000 Exponate, zu denen archäologische Funde, ethnographische Gegenstände, Kunstgegenstände, Dokumente und alte Bücher gehören.
Karansebesch lag an der ehemaligen österreichischen Banater Militärgrenze und hatte daher strategische Bedeutung.

### Stadtgeschichte
Die erste bekannte urkundliche Erwähnung stammt aus dem Jahr 1289, als König Ladislaus IV. von Ungarn die Festung besuchte. In den päpstlichen Steuerlisten wurde Karansebesch 1332 und 1337 als Opidum (Burg) erwähnt. 1419 besuchte König Sigismund die Stadt. Karansebesch – zunächst nur Sebesch und Anfang des 17. Jahrhunderts mit dem benachbarten Karan vereinigt – etablierte sich im 15. Jahrhundert als Sitz des Komitats Severin. 1552/53 huldigten die Distrikte Lugosch und Karansebesch dem türkischen Sultan, der sie seinerseits Fürst Sigismund schenkte, wodurch sie längerfristig als Lugosch-Karansebescher Banat zu Siebenbürgen gehörten.
Im Jahre 1658 wurde Karansebesch von den Türken besetzt und gehörte als Sandschak von Lugosch-Karansebesch zum Vilâyet Temeswar. Ab 1718 kam das Banat durch den Friedensvertrag von Passarowitz unter österreichische Herrschaft. Durch ein kaiserliches Dekret vom Jahr 1762 stellte die Kaiserin Maria Theresia die militärischen Einheiten für den Grenzschutz auf. 1768 wurde das Rumänisch – Banater Grenzregiment Nr. 13 gegründet, das bis 1871 funktionierte. 
Im Jahre 1872 wurde Karansebesch zur Stadt erhoben und 1876 Sitz des Komitats Szörény. Ab 1880 gehörte es dem neu errichteten Komitat Krassó-Szörény an. Nach 1919 war Caransebeș vorübergehend Verwaltungssitz des Raions Severin. 1995 wurde Caransebeș zum Munizipium erklärt.

### Rückzug von Karánsebes
Während des Russisch-Österreichischen Türkenkrieges kam es 1788 zum verlustreichen Rückzug von Karánsebes.

### Kirchengeschichte
Das Franziskanerkloster wurde 1385 erstmals erwähnt und bestand bis 1558. Zur Zeit der Einführung der Reformation im 16. Jahrhundert unterhielten die Jesuiten in Karansebesch eine Mission und eine konfessionelle Schule; ihre Tätigkeit wurde in den ersten Jahrzehnten des 18. Jahrhunderts wiederbelebt.
1738 wurde eine katholische Kirche im Zentrum errichtet.
Die am 5. Oktober 1733 durch Bischof Adalbert von Falkenstein geweihte Kirche, wurde 1738 infolge des zweiten Türkenkrieges Karl VI. weitestgehend zerstört und nach 1745 nach einem Spendenaufruf des Präsidenten der Landesadministration Ponz von Engelshofen wiedererrichtet. Allerdings wurde auch diese Kirche in der letzten Auseinandersetzung zwischen Osmanischem Reich und Habsburger Monarchie 1788 weitestgehend zerstört. Die heutige Form der Kirche zeigt jenes Bauwerk, das zwischen 1788 und 1814 entstand.
Die orthodoxe St.-Georgs-Kirche wurde 1739 erbaut und nach 1865 zur bischöflichen Kathedrale erhoben; die zweite orthodoxe Kirche stammt aus den letzten Jahrzehnten des 18. Jahrhunderts.
Die Synagoge der Stadt wurde 1893 errichtet. Wie jede Banater Stadt hatte auch Karansebesch eine jüdische Gemeinde (ungefähr 5 % der Bevölkerung), aber auch eine der größten rumänischsprachigen reformierten Gemeinden.
Nach der Wende erhielten die Gemeinden der Baptisten, Pfingstler und Adventisten eigene Gotteshäuser.
In Karansebesch ist eine Niederlassung der Franziskanerinnen von Salzkotten beheimatet.

## Demografie
Die Bevölkerung setzte sich 2002 ethnisch wie folgt zusammen: 92,13 % Rumänen (26.074), 2,14 % Ukrainer (608), 2,01 % Roma (569), 1,87 % Deutsche (530), 1,18 % Ungarn (336) und Sonstige 1 %.
Nach Konfessionen ergibt sich folgende Bevölkerungsstruktur: 87,03 % gehören der Orthodoxen Kirche an, 4,86 % der Römisch-katholischen Kirche, 4,18 % den Baptisten, 2,24 % der Pfingstbewegung an und unter 1 % anderen Religionen.

## Unterrichtswesen
Die Anfänge des Unterrichtswesens in Caransebeș sind mit dem religiösen Leben des 13. Jahrhunderts eng verbunden. In der Nähe der orthodoxen Kirchen und in der Nähe der Franziskaner Klöster entstanden rumänische und lateinische Schulen.
Um 1550 gab es in Caransebeș eine lateinische Schule und 1560–1582 eine römisch-katholische Schule. Hier waren Stefan Herce und Efrem Zacan Schulmeister, die an der Übersetzung der „Palia de la Orăștie“ (1582) mitwirkten.
Zudem gab es im Kloster des „Heiligen Georg“ eine „Grammatikschule“, die von Bischof Partenie geleitet wurde.
In der Zeitspanne 1658–1685 gab es auch eine „Staatliche rumänische Grammatikschule“ in Caransebeș („Școala română gramaticească de stat“) unter der Leitung von Mihail Halici, Vater.
Der Ban von Caransebeș und Lugoj Acatiu Barcsai druckte 1648 den „Catehismul“, das erste Handbuch mit lateinischen Buchstaben. Mihail Halich, Vater verfasste „Psaltirea calvino-română“ und Mihail Halici, Sohn das „Dictionarium valachico-latinum“, das erste zweisprachige Wörterbuch mit Rumänisch als Hauptsprache mit lateinischen Buchstaben.
Als des Banat 1718 unter Habsburger Herrschaft kam, fand eine Neuorganisation des Schulwesens in Karansebesch statt. Im Jahr 1779 gab es eine „Deutsche Grenzwachenschule“. Nach dem Anschluss von Karansebesch in das „Walachisch - Illyrer Grenzregiment“ (1783) wurde die „Triviale Grenzwachenschule“ (rumänisch: „Școala grănicerească trivială“), die Unteroffiziere für die Banater Militärgrenze ausbildete, eingerichtet. Bei der Hauptkompanie gab es eine Realschule mit drei Klassen in deutscher Sprache, beim Hauptsitz des Regiments die „Offizier- und Unteroffizier-Schule“ mit vier Klassen in deutscher Sprache. Im Jahr 1811 bildete die „Normale Realschule“ Unteroffiziere aus.
Die Ausbildung der Rumänisch-Orthodoxen Priester im Banat erfolgte bis zur Hälfte des 19. Jahrhunderts in Werschetz, wurde aber 1865 von Bischof Ioan Popasu nach Caransebeș verlegt, wo das „Theologische Diözesan-Institut“ entstand.
Ab 1873 setzte sich General Trajan Doda für eine Oberschule in rumänischer Sprache in Caransebeș ein, was aber wegen des Widerstands der ungarischen Behörden erst 1919 gelang. Die Schule erhielt seinen Namen. In der Zwischenkriegszeit gab es drei bedeutende Bildungseinrichtungen in Caransebeș: die „Normalschule“, die „Traian Doda Oberschule“ und das „Theologische Institut“.
Nach 1948 wurden Fachschulen für Maschinenbau und für die holzverarbeitende Industrie gegründet. Im Jahr 1958 entstand die Musik- und Kunstgewerbeschule. 1993 wurde die „Theologische Seminaroberschule Ioan Popasu“ ins Leben gerufen.

## Wirtschaft
Die günstige geografische Lage an der Kreuzung der Handelsstraßen, die Südosteuropa mit Westeuropa verbinden, führte dazu, dass Caransebeș sich schon sehr früh zu einem wichtigen Handelsknoten entwickelte. Der ungarische Historiker Frigyes Pesty erwähnte, dass Caransebeș im Jahr 1449 eine Handelsstadt ersten Ranges war. Bereits 1874 waren 21 Kaufleute und 39 Handwerker im Handelsregister eingetragen.
Im Jahre 1875 wurde der Bahnhof gebaut. Die Eisenbahnlinie nach Timișoara wurde 1876 und nach Orșova 1878 eingeführt. Der Güter- und Personenverkehr spielen eine wichtige ökonomische Rolle. Der 1947 entstandene frühere Militärflugplatz wurde 1979 als ziviler Flughafen eröffnet. Seine militärische Nutzung endete zu Beginn des 21. Jahrhunderts.
Im Jahre 1885 wurde das erste Wasserkraftwerk in Europa und das zweite in der Welt von Schmidt und Dachler gebaut. Der elektrische Strom wurde in Caransebeș zwischen 1885 und 1888 eingeführt.
Die industriellen Anfänge der Holzverarbeitung führen in Caransebeș auf das Jahr 1912 zurück, als die Mundus Gesellschaft gegründet wurde. Daraus entwickelte sich später das Holzverarbeitungskombinat Balta Sărată (Combinatul de prelucrare a lemnului Balta Sărată). Die Holzverarbeitungsindustrie und der Handel mit Holzerzeugnissen (Möbel-, Fass-, Parkett- und Sperrholzfabriken) haben eine große wirtschaftliche Bedeutung, desgleichen Backstein-, Ziegel- und Terrakottafabriken.
Der größte Teil der Bevölkerung arbeitet jedoch in der Landwirtschaft.
Der Tourismus ist der Wirtschaftszweig mit dem größten Entwicklungspotential und spielt eine bedeutende wirtschaftliche Rolle in der gesamten Region (Muntele Mic, Poiana Mărului, Țarcu-Gebirge).

## Persönlichkeiten
- Constantin Diaconovici Loga (1770–1850), Pädagoge[11]
- Johann von O’Brien (1775–1830), österreichischer Generalmajor mit irischen Wurzeln
- Trajan Doda (1822–1895), Generalmajor und Politiker
- Moriz Menzinger (1832–1914), liechtensteinischer Maler und Offizier
- Wilhelm Klein (1850–1924), Archäologe
- Nikolaus Logoschan von Karánsebes (1854–1927), österreichisch-rumänischer Offizier und Erfinder
- Ion Dragalina (1860–1916), General[12]
- René Fülöp Miller (1891–1963), Schriftsteller
- Dia Luca (1912–1975), österreichische Tänzerin, Ballettmeisterin und Tanzpädagogin
- Julius Stürmer (1915–2011), Maler deutscher Herkunft
- Nicolae Corneanu (1923–2014), orthodoxer Metropolit
- Richard Petrovszky (* 1950), Archäologe
- Sorin Grindeanu (* 1973), Politiker
- Dan Alexa (* 1979), Fußballspieler
- Bogdan Pirnau (* 1988), Schauspieler
- Patricia Maria Țig (* 1994), Tennisspielerin
- Lucian Ștefan (* 2006), Langstreckenläufer